# Биланешти (Алба)
Биланешти (рум. Bilănești) насеље је у Румунији у округу Алба у општини Соходол. Oпштина се налази на надморској висини од 601 m.

## Становништво
Према подацима из 2002. године у насељу је живело 154 становника, од којих су сви румунске националности.